# Adeline Hugo Stinnes 3
Die Adeline Hugo Stinnes 3 war ein Frachtschiff, das im Ersten Weltkrieg von der Kaiserlichen Marine des Deutschen Reichs requiriert und 1918 zu einem Mutterschiff für Wasserflugzeuge umgebaut wurde. 
Das 2709 BRT große Schiff lief 1909 bei der Bremer Vulkan in Bremen-Vegesack vom Stapel. Es war 104,2 m lang und 13,8 m breit und hatte 6,7 m Tiefgang. Seine Dreifach-Expansions-Dampfmaschine erzeugte 1700 PS und ermöglichte eine Höchstgeschwindigkeit von etwa 10 Knoten. Das Schiff gehörte der Hugo Stinnes Schiffahrt in Mülheim/Ruhr.
Nach Kriegsausbruch im August 1914 wurde das Schiff von der Kaiserlichen Marine als Kohlenschiff angemietet und am 19. August 1914 in Dienst gestellt. Im Laufe der nächsten Jahre wurde das Schiff zum Hilfskriegsschiff umgebaut und mit 2 8,8-cm-Flaks ausgerüstet.  
Anfang 1918 erfolgte der Umbau zum Seeflugzeugmutterschiff. Das Schiff konnte bis zu drei Wasserflugzeuge aufnehmen, die ungeschützt auf dem Deck abgestellt wurden. Es ist allerdings unklar, ob die Adeline Hugo Stinnes 3 jemals als Flugzeugmutterschiff zum Einsatz kam.  
Das Schiff wurde nach Kriegsende am 30. Juli 1919 als Reparationszahlung an Belgien ausgeliefert. 1921 wurde es in Tervaete und 1926 in Willem René umbenannt. Ab 1933 fuhr sie als sowjetische Charter zwischen Igarka und Cardiff als Grubenholztransporter. 1936 wurde es nach Finnland verkauft, als Myllykoski in der Trampschifffahrt eingesetzt und 1964 abgewrackt.